# Curphey Peaks
Die Curphey Peaks sind zwei verschneite und jeweils rund 1760 m hohe Berge im ostantarktischen Viktorialand. Sie ragen auf der Ostseite des Helix-Passes in den Bowers Mountains auf.
Das New Zealand Antarctic Place-Names Committee benannte sie 1983 nach Ian Curphey, Forschungsleiter bei der von Malcolm Gordon Laird (1935–2015) geführten geologischen Mannschaft, die im Rahmen des New Zealand Antarctic Research Program in diesem Gebiet zwischen 1974 und 1975 Erkundungen vornahm.